# Liste der Stolpersteine in Úvaly

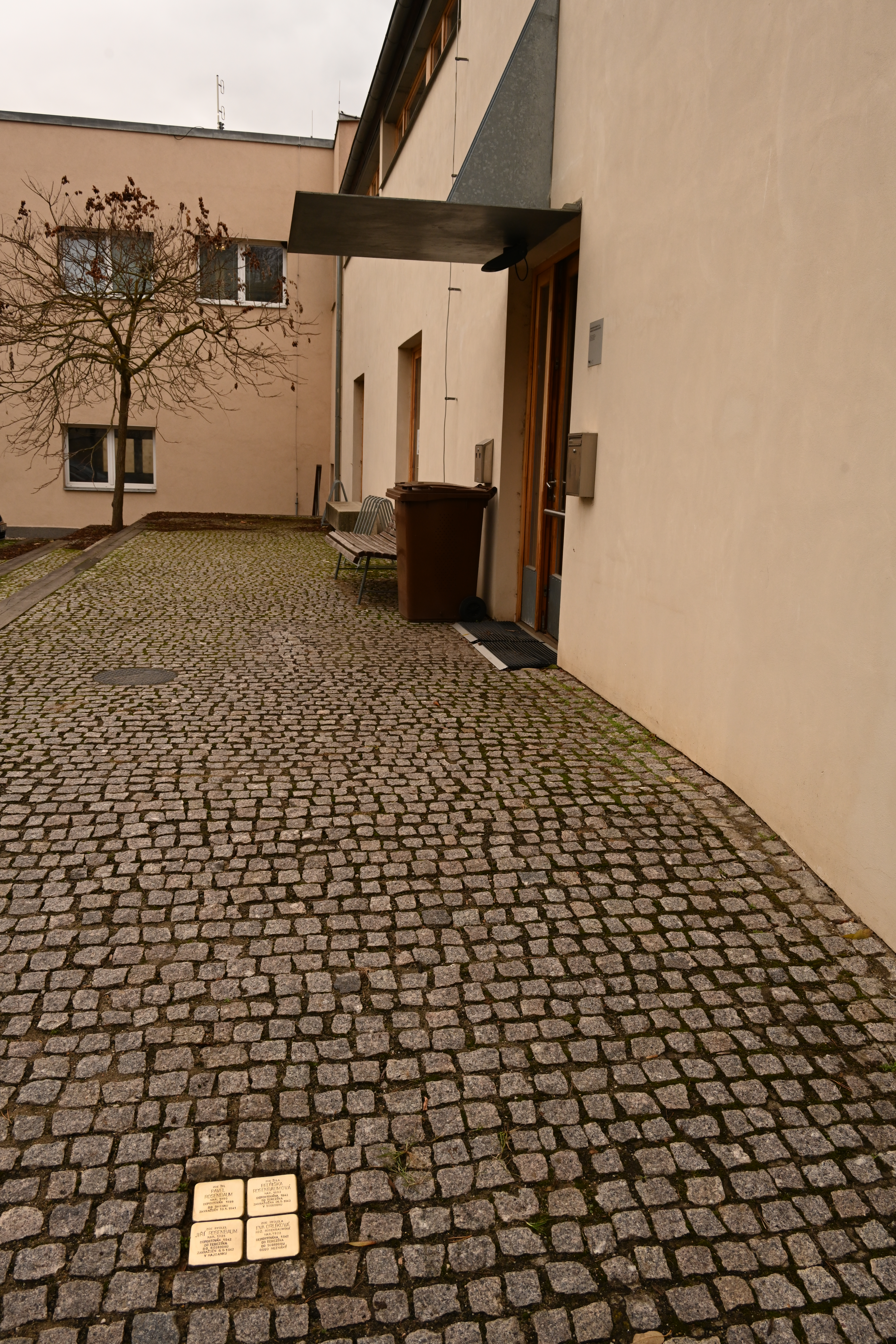
Stolpersteine in der Riegerova

Die Liste der Stolpersteine in Úvaly enthält die Stolpersteine, die in der Stadt Úvaly im Středočeský kraj verlegt wurden. Sie erinnern an das Schicksal der Menschen, die von den Nationalsozialisten in Tschechien ermordet, deportiert, vertrieben oder in den Suizid getrieben wurden. Die Stolpersteine wurden von Gunter Demnig verlegt.
Das tschechische Stolpersteinprojekt Stolpersteine.cz wurde 2008 durch die Česká unie židovské mládeže (Tschechische Union jüdischer Jugend) ins Leben gerufen. Die Stolpersteine liegen im Regelfall vor dem letzten selbstgewählten Wohnort des Opfers. Die Stolpersteine werden auf Tschechisch stolpersteine genannt, alternativ auch kameny zmizelých (Steine der Verschwundenen).

## Verlegte Stolpersteine
Die Tabelle ist teilweise sortierbar; die Grundsortierung erfolgt alphabetisch nach dem Familiennamen.
| Stolperstein | Übersetzung | Verlegeort                                 | Name, Leben                                       |
| ------------ | --- | ------------------------------------------ | ------------------------------------------------- |
|              | HIER WOHNTE EVA ORLÍKOVÁ GEB. ROSENBAUMOVÁ GEB. 1922 DEPORTIERT 1942 NACH THERESIENSTADT NACH SOBIBOR SCHICKSAL UNBEKANNT | Riegerova 65                               | Eva Olíková, geborene Rosenbaumová (1922–1942/45) |
|              | HIER WOHNTE JIŘÍ ROSENBAUM GEB. 1925 DEPORTIERT 1942 NACH THERESIENSTADT NACH SOBIBOR ERMORDET 6.9.1942 IN MAJDANEK       | Riegerova 65                               | Jiří Rosenbaum (1925–1942)                        |
|              | HIER LEBTE PAVEL ROSENBAUM GEB. 1890 DEPORTIERT 1939 NACH DACHAU ERMORDET 10.1.1941                                       | Riegerova 65                               | Pavel Rosenbaum (1890–1941)                       |
|              | HIER LEBTE BEDŘIŠKA ROSENBAUMOVÁ GEB. 1892 DEPORTIERT 1942 NACH THERESIENSTADT ERMORDET 26.5.1942 IN SOBIBOR              | Riegerova 65                               | Bedřiška Rosenbaumová (1892–1942)                 |
|              | HIER WOHNTE VIKTOR ŠULC GEB. 1897 DEPORTIERT 1942 GESTORBEN 26.4.1945 IN AUSCHWITZ                                        | nám. Arnošta z Pardubic, nähe 58           | Viktor Šulc (1897–1945)                           |
|              | HIER WOHNTE EMANUEL WEINSTEIN GEB. 1865 DEPORTIERT 1942 ERMORDET 15.10.1942 IN TREBLINKA                                  | Náměstí Arnošta z Pardubic, Ecke Tyršova · | Emanuel Weinstein (1865–1942)                     |
|              | HIER WOHNTE EMIL WEINSTEIN GEB. 1896 DEPORTIERT 1942 ERMORDET 12.6.1942 IN TRAWNIKI                                       | Náměstí Arnošta z Pardubic, Ecke Tyršova   | Emil Weinstein (1896–1942)                        |
|              | HIER WOHNTE FRANTIŠEK WEINSTEIN GEB. 1897 DEPORTIERT 1942 ERMORDET 2.8.1942 IN MAJDANEK                                   | Náměstí Arnošta z Pardubic, Ecke Tyršova   | František Weinstein (1897–1942)                   |
|              | HIER WOHNTE IVO WEINSTEIN GEB. 1931 DEPORTIERT 1942 ERMORDET 12.6.1942 IN TRAWNIKI                                        | Náměstí Arnošta z Pardubic, Ecke Tyršova   | Ivo Weinstein (1931–1942)                         |
|              | HIER WOHNTE KLÁRA WEINSTEINOVÁ GEB. 1904 DEPORTIERT 1942 ERMORDET 12.6.1942 IN TRAWNIKI                                   | Náměstí Arnošta z Pardubic, Ecke Tyršova   | Klára Weinsteinová (1904–1942)                    |
|              | HIER WOHNTE JINDŘICH ZELENKA GEB. 1870 DEPORTIERT 1942 ERMORDET 18.10.1942 IN TREBLINKA                                   | Náměstí Arnošta z Pardubic, Ecke Tyršova   | Jindřich Zelenka (1870–1942)                      |
|              | HIER WOHNTE MARIE ZELENKOVÁ GEB. 1870 DEPORTIERT 1942 ERMORDET 19.10.1942 IN TREBLINKA                                    | Náměstí Arnošta z Pardubic, Ecke Tyršova   | Marie Zelenková (1870–1942)                       |

## Verlegedaten
- 16. August 2018: Viktor Šulc